# Centrolepis monogyna
Centrolepis monogyna là một loài thực vật có hoa trong họ Centrolepidaceae. Loài này được (Hook.f.) Benth. mô tả khoa học đầu tiên năm 1878.